# Centurion (tank)
De Centurion is een Britse tank van na de Tweede Wereldoorlog. Hij wordt door sommigen gezien als een van de beste Britse tankontwerpen van zijn tijd. Het ontwerp dateert uit de Tweede Wereldoorlog, maar in die oorlog waren er slechts zes rijdende exemplaren als testexemplaar beschikbaar. Hij heeft dienst gedaan in vele conflicten en daarbij dikwijls de prestaties van zijn tegenhangers uit de Verenigde Staten en de Sovjet-Unie overtroffen. Het zou een van de meest wijdverbreide tanks worden, die door vele legers over de gehele wereld werd gebruikt en ook nu nog (gegevens 2022) is een aantal operationeel.

## Ontwikkelingsgeschiedenis
Tijdens de Tweede Wereldoorlog vond er tussen de geallieerden en de asmogendheden een wapenwedloop plaats. Bij tanks uitte dat zich als een vicieuze cirkel tussen een steeds zwaarder pantser en een alsmaar krachtiger bewapening. De Britse tankmodellen uit het begin van de oorlog, die toch al vrij matig waren omdat ze te haastig in productie genomen werden, dreigden zo totaal verouderd te raken. In 1942 werd daarom op instigatie van de Tank Board aan een moderniseringsproject begonnen dat voorzag in de ontwikkeling van twee nieuwe types, daar men vasthield aan de arbeidsverdeling tussen lichtere mobiele cavalerietanks (Cruisertanks) en zwaardere trage infanterietanks: later de A41 Cruiser en de A45 genoemd. Omdat de al lopende projecten hopeloos onderhoudsgevoelig waren gebleken, had mechanische betrouwbaarheid naar de eisen van de General Staff een absolute prioriteit.
In juli 1943 werd de bouw van een aantal prototypes volgens een ontwerp van het Department of Tank Design goedgekeurd. In november 1943 kreeg het project pas de naam A41. Volgens de eisen van het War Office moest het type het krachtige 76,2 mm 17-pounder kanon kunnen dragen en zelf immuun zijn voor een rechte inslag van het 88mm L/56 kanon van de Duitse Tiger I door een pantsering van vier inch; de A41 mocht daarbij toch niet zwaarder zijn dan veertig ton.
Het Britse tankontwerp uit die tijd had te lijden onder slecht management. De ontwikkeling van de verschillende componenten werd door tijdgebrek niet permanent begeleid en geïntegreerd: men liet verschillende industrieën de onderdelen eerst uitontwikkelen en probeerde ze dan samen te voegen tot één voertuig. Omdat men er zelden in slaagde binnen de specificaties te blijven, lukte het nooit om van de onderdelen meteen een werkend geheel te maken. Zo bleek het ook nu onmogelijk om de gewenste eigenschappen als een zwaar pantser, een krachtige motor en een groot kanon te verenigen met een gewicht van maar veertig ton. In het verleden had men de discrepanties typisch opgelost door dan maar een zwakker kanon te blijven gebruiken, zodat de toren minder breed hoefde te zijn en de hele tank dus lichter werd. Deze keer vond men echter een andere oplossing: omdat het in 1944 al overduidelijk geworden was dat het onderscheid tussen cavalerie- en infanterietanks niet meer overeenstemde met de moderne tactische inzichten voegde men in februari het A41-project samen met de specificaties van de A45. Zo werd het een Universal Tank of, in de woorden van Bernard Montgomery, een Capital Tank. Die tank had niet langer de Christie-ophanging van de cruisertanks en mocht een gewicht hebben van vijftig ton. In mei 1944 werden er twintig voorserie-voertuigen besteld, waarvan er in april 1945 zes klaar waren. Ze werden naar Duitsland verscheept, maar waren net te laat om aan de gevechten deel te nemen. Ondertussen werd de massaproductie van de tank al voorbereid, nu met een eigen naam: de Centurion Mark I waarvan er honderd besteld werden en die afgeleverd zouden worden in 1946 en 1947.

## Productie

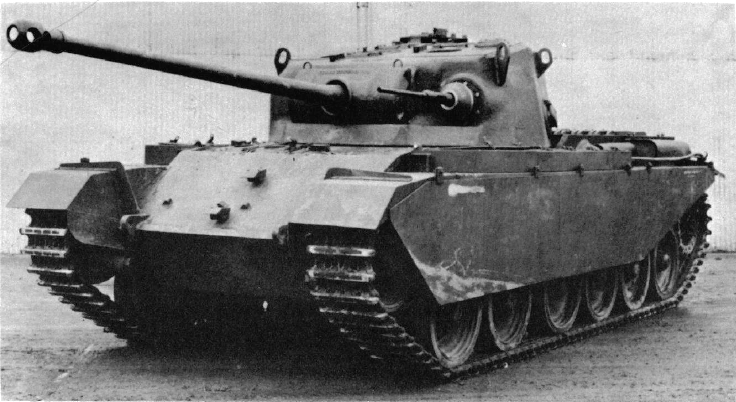
Centurion Mark 1

Na de oorlog werd het type de standaard middelzware tank van het Britse leger. Daarnaast voorzag men ook in een zware tank met een sterkere bewapening. De Mark 1 had een 17-ponder 76,2 mm kanon en de zware tank zou een 83,4 mm 20-ponder kanon moeten krijgen. Al vrij snel drong echter het besef door dat de Sovjet-Unie bezig was met de productie van zwaarder bepantserde tanks. De zware tank, die pas in 1959 in dienst zou worden genomen als de Conqueror, moest daarom een 120 mm kanon krijgen en de Centurion het 83,4 mm Lang 77 kanon. Voor het zover was echter werd het romppantser van de Centurion versterkt bij de A41A versie, ofwel Mark II, waarvan er 250 gebouwd werden tussen 1946 en 1948. Het 83,4 mm kanon werd ingevoerd tijdens de productie van de Mark II: de laatste honderd exemplaren hadden het sterkere kanon en ook de Mark III met 25 mm sterker torenpantser waarvan er tussen 1948 en 1956 2833 gebouwd zouden worden met een piek van 573 in het begrotingsjaar 1952/53. Deze drie typen kregen achteraf het Fighting Vehicle nummer FV4007.
Midden jaren vijftig begonnen zowel de Vickers als de Leyland-fabriek ieder apart kleine modificaties in het ontwerp aan te brengen. Leyland kwam kort daarop met nog eens een verder verbeterde versie, terwijl tegelijkertijd allerlei verbeteringsprogramma's werden opgestart voor de al bestaande voertuigen. Dit leidde tot grote verwarring bij de onderhoudsdiensten. Om wat helderheid te scheppen werd de Vickersversie de Mark 5 genoemd (ondertussen was men overgegaan van Romeinse naar Arabische cijferaanduidingen), waarvan er 221 gebouwd zouden worden van 1956 tot 1958; de eerste Leylandversie de Mark 7 waarvan er 755 gebouwd zouden worden tussen 1954 en 1960 en de tweede Leylandversie de Mark 8 waarvan er 108 gebouwd zouden worden tussen 1956 en 1960; dit type had een versterkte kanonmantel.

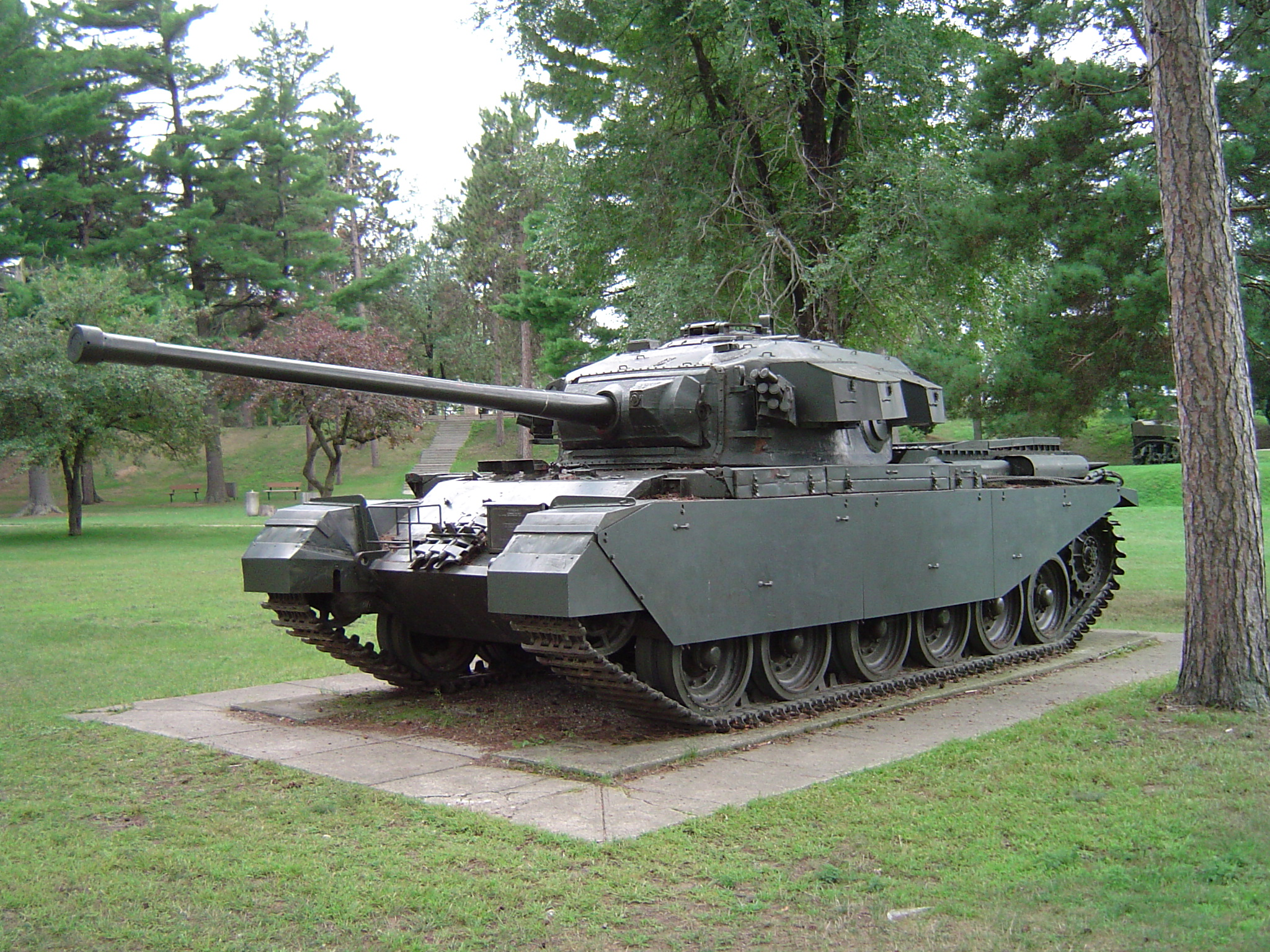
Centurion Mark 3 met 20-ponder versie A-kanon met contragewicht op CFB Borden, Canada

De verbeteringsprogramma's waren een reactie op het verschijnen van de Sovjet T-54. Dit voertuig had een 100 mm kanon en om de Centurion hiertegen te beschermen werd aan de voorkant ongeveer een ton extra pantser aangebracht; ook de meeste al bestaande Mark III's werden hiermee uitgerust. Over de precieze dikte zijn nooit officiële cijfers bekendgemaakt maar die moet bij de romp van 76 mm op 118 mm gebracht zijn. Door de afgeschuinde vorm was de dikte over het horizontale vlak 236 mm; het afketsingseffect leidde tot zo'n 300 mm equivalentie. 
In het begin van de jaren vijftig schatte men het pantser van de T-54 nog op maximaal 120 mm. Tijdens de Hongaarse Opstand van 1956 werd echter een T-54 door opstandelingen de Britse ambassade ingereden; die bleek een torenpantser te hebben van 205 mm. De toren kon door de 20-ponder slechts op zeer korte afstand betrouwbaar doorslagen worden en de afgeschuinde romp helemaal niet. Vrij snel werd hierop besloten de Centurion met een 105 mm kanon uit te rusten. In 1959 ging men bij de productieseries over op het zwaardere kanon; bij bestaande voertuigen duurde het tot het midden van de jaren zestig voordat alle twintigpondertanks waren omgebouwd of uitgefaseerd. De bestaande Mark 5, 7 en 8's die verzwaard werden heetten nu de Mark 5/1, 7/1 en 8/1; bestaande Mark 5, 7 en 8 voertuigen die omgebouwd werden met een 105 mm kanon de Mark 5/2, 7/2 en 8/2. Voertuigen met beide modificaties werden respectievelijk de Mark 6, Mark 9 en Mark 10. Van de Mark 6 heeft geen nieuwbouw plaatsgevonden.
Van de Mark 9 was er in 1959 nog een nieuwbouw van één stuk, eigenlijk het allerlaatste exemplaar van de Mark 7 serie dat nog net nieuw met een 105 mm kanon werd uitgerust. De Mark 7/1 en 7/2 hadden een apart FV-nummer: FV4012 en de Mark 9 was de FV4015. De Mark 7 had een vergrote brandstoftank; de Mark 6's werden hiermee alsnog uitgerust. Van de Mark 10 zijn er nog 155 gebouwd tot in 1962. De nieuwe Mark 10's hadden een enkelvoudige zwaardere hoofdpantserplaat op de romp, terwijl bij eerdere versies er een tweede plaat opgelast werd. Dit was de laatste productieserie, de FV4017, van de Centurion waarvan er dus in totaal 4423 gevechtstanks gefabriceerd zijn, zonder de twintig voorserievoertuigen.

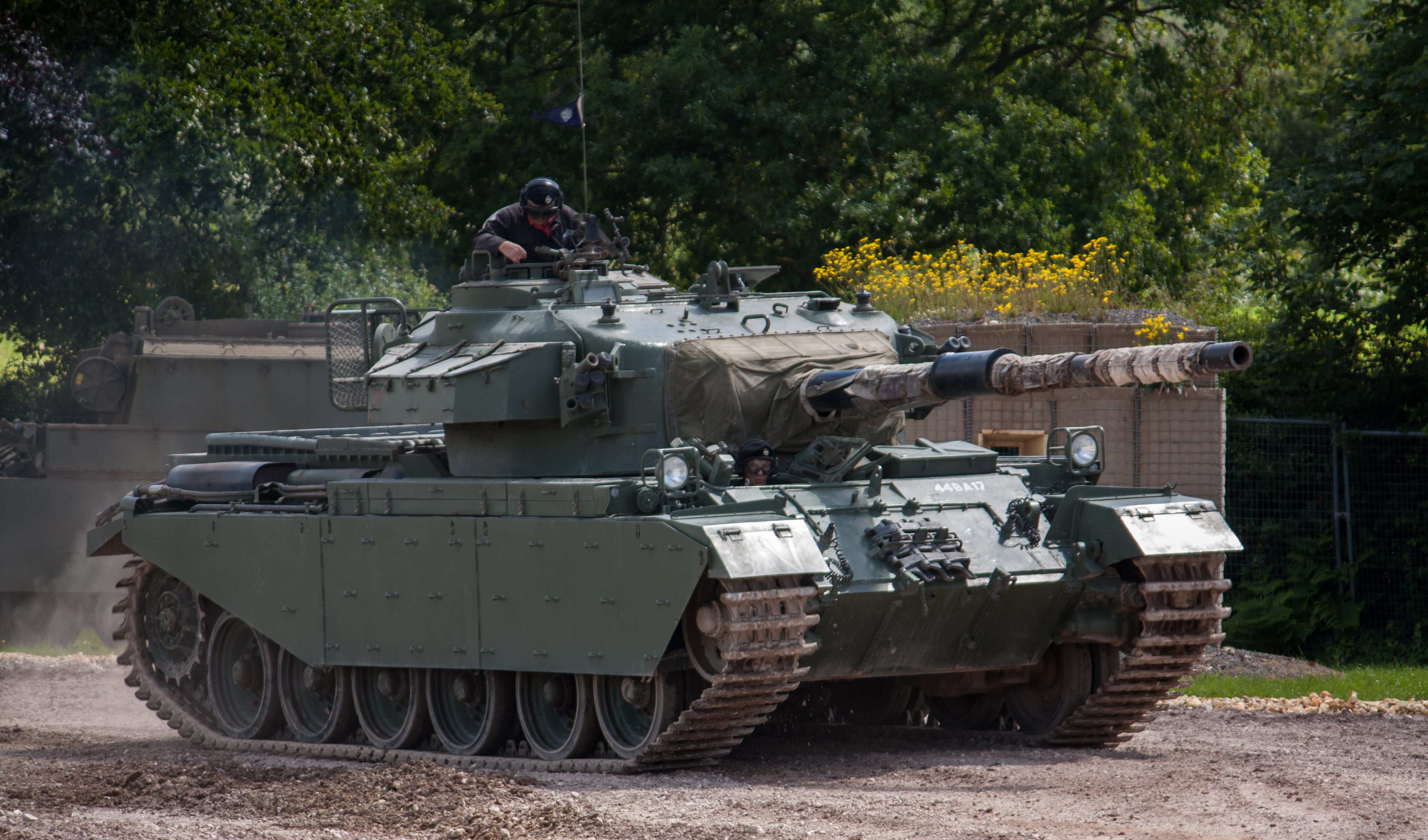
Centurion Mark 12

Het einde van de productie betekende echter niet dat het aantal aanduidingen niet verder verhoogd zou worden. Men verbeterde bestaande voertuigen tot de Mark 6/1, 9/1 en 10/1 die uitgerust werden met infrarood-nachtzichtkijkers. Andere voertuigen kregen een inschietmachinegeweer om de afstand tot het doel te bepalen en werden zo de Mark 6/2, 9/2 en 10/2. Alle voertuigen kregen op den duur beide veranderingen en de Mark 6 transformeerde hierdoor in de Mark 11, de Mark 9 in de Mark 12 en de Mark 10 in de Mark 13. Van geen van deze laatste versies zijn er dus nieuwe tanks gemaakt.
De vele buitenlandse gebruikers van de tank, die meestal oudere Mark III's hadden afgenomen, konden het allemaal niet meer volgen. Ze wisten echter nog wel dat de Mark 5/2 een 105 mm kanon bezat. Als ze zelf hun Mark III's met zo'n kanon uitrustten, noemden ze hun voertuigen ook maar Mark 5/2, hoewel dat niet in overeenstemming was met het Britse gebruik. Bijna alle buitenlandse voertuigen kregen een zwaarder romppantser.

## Beschrijving
In de Engelstalige literatuur is men vrijwel altijd zeer lovend over de Centurion. Het was de enige Britse tank uit de geschiedenis die een groot exportsucces was. De niet bijster geslaagde voorafgaande Britse ontwerpen staan ermee in schril contrast en de typen die volgden zouden de verkoopcijfers niet meer weten te evenaren. Toch is de Centurion bepaald niet volmaakt. Het is een tamelijk ouderwetse tank die zelfs als project al vele technische ontwikkelingen niet had kunnen bijbenen. Heel duidelijk zien we dat bij de Horstmannophanging, een simpele constructie met horizontale springveren, die weliswaar goedkoop en effectief is maar niet erg efficiënt zodat de maximumsnelheid onnodig wordt gedrukt. Met 34 km/u is de Centurion een van de traagste tanks van na de oorlog. De oorspronkelijke Meteor Mark IV 640 pk benzinemotor was, behalve te zwak, ook al niet efficiënt en in combinatie met een brandstoftank van 545 liter was het rijbereik aanvankelijk maar 96 km, een getal dat uit de Eerste Wereldoorlog lijkt te stammen.
Een ander voorbeeld van ouderwets ontwerp is de toren waarvan de zijden veel te recht zijn, zodat geen gebruik kan worden gemaakt van het afketsingseffect; bij de Mark I sprong de torenwand links van de kanonmantel nog wat in om ruimte te bieden aan een apart Polsen 20 mm snelvuurkanon dat al snel vervangen werd door een Besa 7,92 mm machinegeweer, wat de A41* opleverde. Het hoofdwapen, een 76,2 mm 17-ponder kanon had een laag kaliber, zij het met een voor dat kaliber goed doorslagvermogen van 74 mm op 1000 yard bij een inslaghoek van 60°. Het was niet voorzien van een echte afstandsmeter. De Centurion was dus in 1947 een onhandig vormgegeven, matig bewapende en trage tank die in vuurkracht, mobiliteit en bepantsering verre de mindere was de T-54 die weldra zou verschijnen — en dat terwijl het Sovjetvoertuig vijftien ton lichter was en half zo duur. Vergeleken met de veel modernere Amerikaanse M26 Pershing was hij al bij voorbaat verouderd, om nog maar te zwijgen van de Patton M-47 en M-48 die zijn echte concurrenten zouden zijn.

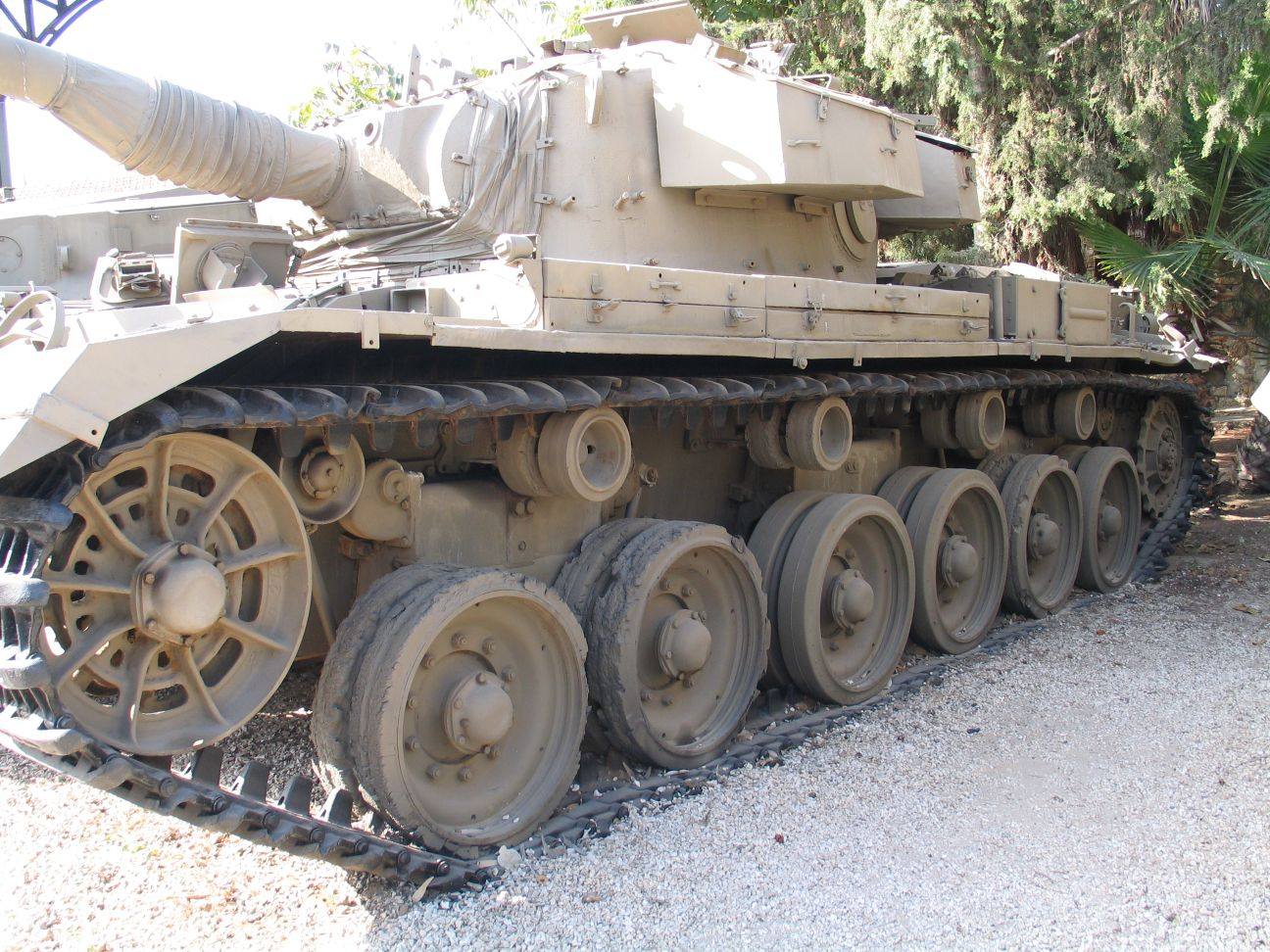
De ouderwetse Horstmannophanging

Desalniettemin werd de Centurion een groot succes en dat niet ondanks maar door zijn ondeugden. Na de oorlog ging de wedloop tussen vuurkracht en bepantsering eerst gewoon door en de Centurion bleek uitstekend aanpasbaar aan de nieuwe ontwikkelingen. Omdat de toren ouderwets groot was kon er een veel zwaardere bewapening in. Al snel werd moeiteloos het 83,4 mm kanon ingepast, dat midden jaren vijftig vervangen zou worden door een verbeterde "B"-versie met rookafzuiger. Daarvan was het kaliber nog steeds laag vergeleken met de 90 mm van de Amerikaanse tanks of de 100 mm van de T-54 maar door gebruik van steeds modernere subkalibermunitie kon dit gecompenseerd worden: het doorslagvermogen werd van 96 naar 101 mm op 1000 yard bij een inslaghoek van 60° gebracht. Eind jaren vijftig kon ook het 105 mm kanon worden geplaatst, terwijl dat bij de M-47 zeer moeilijk was en bij de M-48 de ombouw wel mogelijk was maar eerst zelden toegepast werd. Zo werden de meeste Centurions midden jaren zestig qua bewapening juist moderner dan de Amerikaanse tanks. Ook de moderne vorm van het gegoten pantser van de Pattontanks bleek achteraf een nadeel. Het leende zich niet erg voor een verzwaring terwijl men enorme problemen had met de productiekwaliteit van het gietstaal dat een brinellhardheid had van slechts 170. De Centurion was dus op den duur ook beter beschermd dan zijn concurrenten van dezelfde generatie.
Toch bleven er hardnekkige probleempunten. Het slechte rijbereik probeerde men te verhelpen met een eenwielig aanhangertje waarin een brandstoftank van 905 liter. Geen ideale oplossing in het gevecht gezien het brandgevaar. In principe was het wagentje loskoppelbaar vanuit de gevechtsruimte. In de praktijk had het ding in het terrein geen al te lange levensduur en viel er vaak spontaan af. Bij de Mark 7 werd de brandstoftank vergroot naar 1036 liter. Buitenlandse gebruikers, zoals de Israëli's en de Nederlanders, zouden later veel efficiëntere dieselmotoren installeren. Een andere zwakte was het ontbreken van een afstandsmeter waarvan het gemis steeds sterker gevoeld werd naarmate het kanon aan kracht toenam. Het plaatsen van een optische afstandsmeter zou echter een dure aanpassing aan de toren vereisen. Eind jaren vijftig plaatste men een inschietmachinegeweer met lichtkogels, gekoppeld aan de elevatie van het kanon. Als het machinegeweerkogelsalvo het doel raakte kon de schutter het kanon afvuren. Dit systeem was inherent traag en verried de vuurpositie vooraf aan de vijand, wat bij de Centurion nog eens bijzonder ongewenst was omdat het slome voertuig slechts langzaam van positie kon veranderen. Pas in de jaren zeventig zouden laserafstandmeters dit probleem oplossen bij de nog in het buitenland in dienst zijnde voertuigen.

## Export
Vlak na de Tweede Wereldoorlog nam de wereldtankproductie snel af om rond 1947 vrijwel stil te vallen. De bondgenoten van de supermachten werden gratis voorzien van de vele duizenden Amerikaanse M4 Shermans en Sovjet T-34's die nog over waren. Door het uitbreken van de Koreaanse Oorlog namen de spanningen in de Koude Oorlog echter snel toe. In 1951 besloten de VS hun bondgenoten met een nieuwe generatie wapens uit te rusten. Op dat moment waren er in het westen nog maar twee tankproducenten over: de VS zelf en het Verenigd Koninkrijk. Aangezien ook dit materieel kosteloos in bruikleen zou worden gegeven, verzocht ieder land om de dure en moderne Amerikaanse tanks te ontvangen. Hoewel het Amerikaanse leger het een goed idee leek hierin toe te stemmen — zo zouden bijna alle strijdmachten dezelfde standaarduitrusting krijgen — besloot het Congres de kosten te drukken door ook de Britse capaciteit te gebruiken.
De Amerikanen bestelden dus in Engeland de Centurion om die in lease te geven aan minder belangrijke bondgenoten. Staten die men een serieuze strijdmacht vond hebben, zoals Frankrijk, Italië, Spanje en België, kregen de M47. Daarvan werd ook een groot aantal nog even apart gehouden voor de nog op te richten Bundeswehr en voor ongebonden staten waarin men invloed probeerde te verwerven. Landen waarvan men niet zo'n hoge dunk had in militair opzicht moesten het met de Centurion doen: Nederland (591) en Denemarken (216). Van de M47 was maar een beperkt aantal geproduceerd voordat men overging op de M48. Dit laatste type wilde men echter voorlopig voor zichzelf houden.
Ook aan bondgenoten die in staat en bereid waren zelf te betalen kon men dus geen Amerikaanse tanks leveren zodat daar noodgedwongen de Centurion werd aangeschaft: Canada (334), Zuid-Afrika (200) en Nieuw-Zeeland (8). Hetzelfde gold voor de neutrale staten Zweden (350, waarvan 10 Mk 10) en Zwitserland (200). Het exportsucces van de Centurion was in die tijd dus geen gevolg van een voorkeur voor deze tank: hij was toen bij alle landen tweede keus, met uitzondering van Australië dat de eerste zestig al in 1949 bestelde; in totaal zou het 117 voertuigen uit het Verenigd Koninkrijk importeren.
Wat later voorzag het Verenigd Koninkrijk oude koloniën of mandaatgebieden van Centuriontanks: Jordanië (334), Egypte (41), Irak (41), India (188), Singapore (60) en Koeweit (50). Tussen 1959 en 1972 was er belangrijke export naar Israël (866). In totaal zijn er dus 3614 Centurions door het Verenigd Koninkrijk geëxporteerd.
Tegelijkertijd begon het type verouderd te raken. Bij moderniseringen afgestoten Centurions vonden weer hun weg naar landen die hun vloot juist wilden uitbreiden. Zo verwierf Nieuw-Zeeland vijf van zijn acht tanks in Hong Kong maar verkocht alle later aan Australië dat op den duur 143 voertuigen zou bezitten. Eind jaren vijftig verkocht Zuid-Afrika honderd voertuigen aan Zwitserland. Toen in de jaren zeventig een wapenembargo dreigde verkreeg Zuid-Afrika weer Centurions in Irak, Israël (30), Jordanië (11) en India. Koeweit leverde 35 Centurions aan Somalië; Irak een veertigtal aan Libanon om ze zo indirect aan Zuid-Afrika over te doen; Egypte zou dezelfde methode gebruiken via Libië.

## Operationele Geschiedenis

### Verenigd Koninkrijk
Het Verenigd Koninkrijk hield in de jaren vijftig een vrij grote tankmacht, met een organieke sterkte van zo'n 1500 voertuigen, in stand. Duitsland was het voorlopig verboden een leger te bezitten en het VK en de VS bewaakten West-Europa samen tegen mogelijke agressie. In de Koreaanse Oorlog zonden het VK en Canada een gezamenlijke 1st Commonwealth Division uit met daarin een wisselend aantal Centurion Tank Regiments die steeds werden afgelost. Noord-Korea was op dat moment al grotendeels door het beperkte aantal T-34-85's heen dat door de Sovjet-Unie ter beschikking was gesteld zodat tankgevechten niet meer voorkwamen. Wel zette China gigantische hoeveelheden infanterie in om met massa-aanvallen de VN-posities te doorbreken. Een geslaagde poging leidde soms tot surrealistische taferelen waarbij de terugvallende Centurions urenlang omspoeld werden door horden Chinese soldaten die met koevoeten en handgranaten bewapend de tanks beklommen om de luiken open te wrikken — ze hadden meestal geen echte antitankwapens. De voertuigen namen elkaar dan met hun machinegeweren onder vuur om de rompen "schoon" te schieten.
De tweede en laatste Britse inzet van de tank vond plaats tijdens de Suezcrisis van 1956 toen in Operation Musketeer het 6th Royal Tank Regiment in Port Said werd ontscheept om de landingsplaats te beschermen tegen een mogelijke aanval door de Egyptische Centurion Mark I tanks die het land in 1955 ontvangen had. Die bleef echter uit.
Eind jaren vijftig werden vooral de nieuwere productievoertuigen voor het eigen leger gebruikt terwijl bij voorkeur de Mark III's geëxporteerd werden. Men hoopte midden jaren zestig helemaal op de nieuwe Chieftain te kunnen overstappen en in 1960 voorzag men de aanmaak van reserveonderdelen in 1963 helemaal te kunnen stilleggen. Door vertragingen in de ontwikkeling liep de invoering van de nieuwe tank echter nogal uit maar in 1974 werd dan toch de laatste Centurion door de Britten uitgefaseerd, een proces dat versneld werd door de halvering van het Britse leger begin jaren zeventig: nu het Duitse leger op sterkte gebracht was, had men de Britten niet meer nodig voor het bereiken van een conventioneel evenwicht. De ruim 750 Centurions die nu in opslag gingen (een aantal was omgebouwd tot hulpvoertuig), behielden echter wel degelijk een oorlogsbestemming: in geval van een verrassingsaanval konden ze als materieelreserve dienstdoen en voor ernstige oplopende internationale spanningen voorzag men in de formatie tijdens een secundaire mobilisatie van twee reservepantserdivisies uitgerust met Centurions.

### Nederland
Nederland ontving in 1953 zijn eerste Centurions in bruikleen; tot 1956 zouden er 591 instromen in de legerorganisatie. Eigenlijk had men de M47 willen krijgen maar de Centurion werd toch erg goed ontvangen. Eindelijk bezat men een modern en krachtig voertuig in plaats van de afgedankte en roestige Shermans en Ram tanks waarmee men het tot dan toe had moeten stellen. Ieder van de vier divisies kreeg een pantserbrigade met twee tankbataljons en er was een tankbataljon op legerkorpsniveau, dus negen maal 53 tanks voor een totale organieke sterkte van 477. Naar moderne begrippen is 106 tanks per divisie niet veel, maar de Nederlandse eenheden waren eigenlijk nog opgezet als een gemotoriseerde infanteriedivisie volgens het stramien van de divisies uit de Tweede Wereldoorlog en vanuit dat oogpunt bezien was het al heel wat dat men zo'n eenheid kon versterken met twee bataljons aan tanks die vrijwel net zo zwaar bepantserd en bewapend waren als de gevreesde Duitse Tiger II. Wel werd het hoge benzineverbruik als een minpunt gezien en ook de onderhoudslast viel tegen: het duurde in de praktijk een volle dag om een motor te vervangen. Behalve de 591 gevechtstanks werden er ook 44 Centurion Armoured Recovery Vehicles Mark 2 (bergingstanks) ontvangen; later zou men daar nog 22 van aanschaffen.

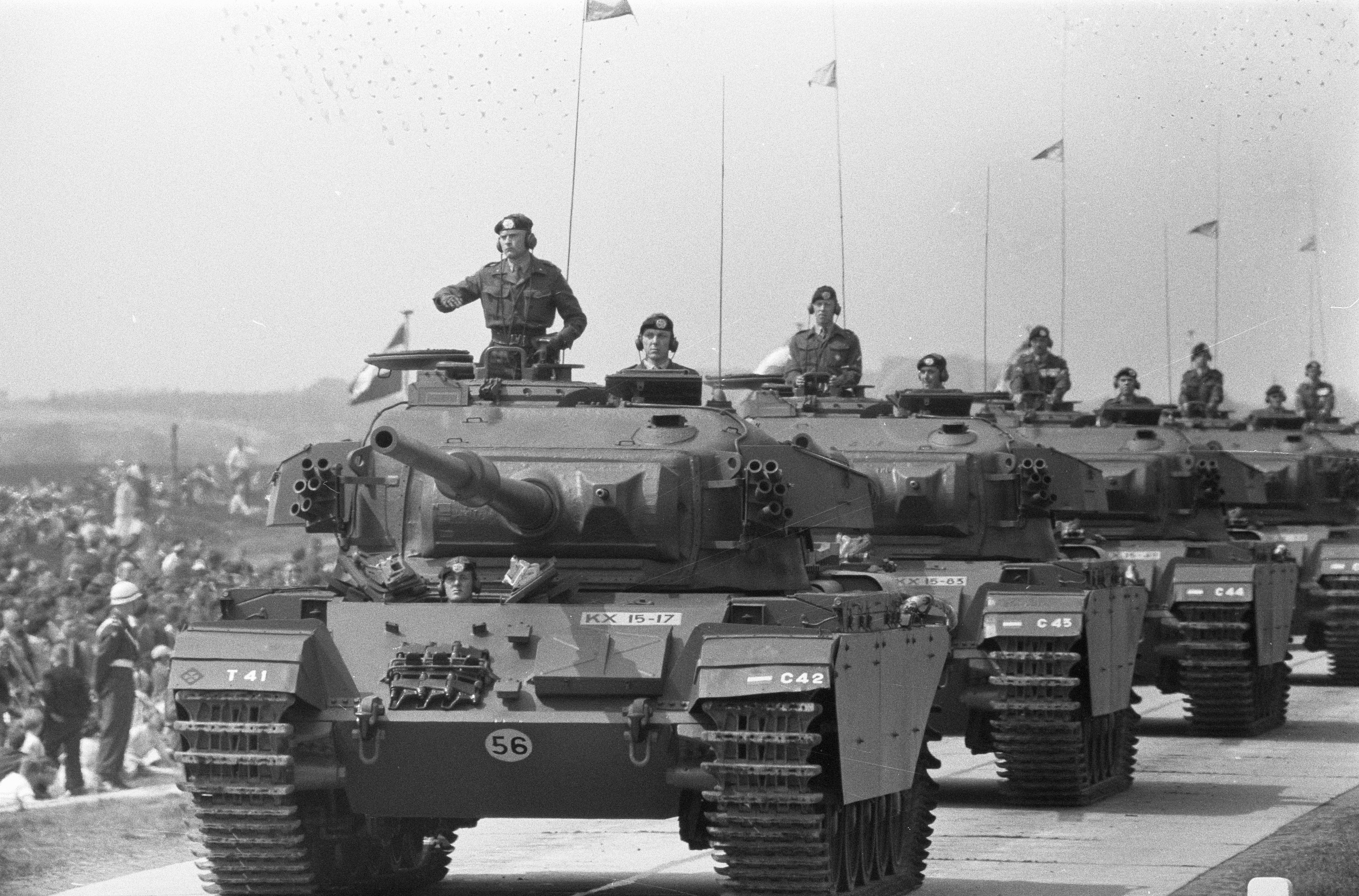
Centurion NL Mark 5/2

In 1960 was de Britse aankondiging dat er geen reserveonderdelen meer geproduceerd zouden worden een bijzonder onaangename verrassing. Ter compensatie boden de Britten aan 67 nieuwere Mark 7's te lenen (nog steeds betaald door de Amerikanen); dat zou dan toestaan een even groot aantal oudere tanks uit te faseren en geleidelijk te "kanibaliseren" om onderdelen te leveren. Deze oplossing beviel het Nederlandse leger niets: toen de eerste 33 voertuigen waren aangekomen werden ze weer teruggestuurd met als argument dat ze incompatibel waren met de eerdere voertuigen, puur om de Britten onder druk te zetten van hun besluit af te zien. Als gevolg vindt men in de literatuur ook de aantallen van 624 en 658 ingestroomde Centurions aan. De Mark 7's zouden daarna deel uitmaken van een partij van honderd die aan Zwitserland geleverd werd.
Intussen moest men toch met de mogelijkheid rekening houden dat de hele tankvloot vervangen zou moeten worden. Er werd een speciale Belgisch-Nederlandse commissie opgericht om gezamenlijk naar een nieuwe tank te zoeken. Zo hoopte men de kosten bij aanschaf en onderhoud te drukken. Het Britse besluit werd algemeen als een voorwendsel gezien om Nederland te dwingen de Chieftain aan te schaffen. De Lage Landen hadden echter veel verder reikende ambities: ze wilden aansluiten bij Duits-Amerikaanse projecten om een zeer geavanceerde "supertank" te ontwikkelen — die op den duur zouden uitmonden in de mislukte MBT-70. Omdat zo'n tank heel duur zou worden, probeerde men de politiek al voor te bereiden op de noodzakelijke uitgaven. Er gingen alarmerende persberichten de deur uit en de kranten kopten dat de Centurion reeds in 1966 "in tactisch opzicht volstrekt verouderd" zou zijn. Niet toevallig was 1966 het jaar waarin de onderdelen zouden opraken. In 1963 liep de zaak echter met een sisser af toen de Britten, hiertoe gedwongen door de problemen met de invoering van Chieftain, aankondigden de onderdelenproductie tot minstens 1972 voort te zetten. Minister van Defensie Piet de Jong besloot daarop de vervanging van de Centurion uit te stellen.
De tank leidde behalve tot internationale ook tot nationale conflicten. Net zoals die van het Verenigd Koninkrijk moesten de Nederlandse Centurions een zwaarder kanon krijgen om effectief te kunnen worden tegen de T-54. Het bleek echter moeilijk daar een budget voor te vinden. Weliswaar groeide de economie toen erg snel maar dat leidde er juist toe dat de VS, die in de jaren vijftig de helft van de Nederlandse materieelkosten voor hun rekening genomen hadden, hun subsidies stopzetten: de bondgenoot moest nu op eigen benen kunnen staan. Ook was de regering bang dat in tijden van hoogconjunctuur de economie door hogere overheidsuitgaven oververhit kon raken. Men besloot dan ook zuinigjes tot 1967 slechts 275 tanks te verbeteren zodat twee van de vijf tanks in een peloton het sterkere kanon kregen met een inschietmachinegeweer. De Chef Generale Staf, luitenant-generaal A.V. van den Wall Bake, was hier laaiend over; als er dan geen nieuwe tank werd ingevoerd — iets waar hij sterk voor was — was het minste wat men kon doen alle bestaande tanks een fatsoenlijk wapen te geven, zo meende hij. Het gebruik van twee verschillende munitietypen in één eenheid zou ook tot grote logistieke problemen leidden en men kon met een relatief geringe extra investering de gevechtskracht van het hele leger aanzienlijk vergroten. Zijn ergernis zou een belangrijke rol hebben gespeeld bij zijn uiteindelijk aftreden als CGS, hoewel het niet de directe aanleiding was.
Gedurende de jaren zestig werd de organisatiestructuur van het Nederlandse leger fundamenteel gewijzigd. De gemotoriseerde strijdmacht veranderde in een gemechaniseerde waar rupsvoertuigen de snelheid van de operaties bepaalden. Het leger werd daartoe ingekrompen: een divisie hief men op; de 1e en 4e Divisie werden volwaardige gemechaniseerde divisies en de 5e een reservedivisie. In het aantal tankbataljons kwam geen verandering: dat bleef negen maar ze werden nu anders verdeeld. De hoofddivisies kregen ieder vier bataljons en de reservedivisie moest het met eentje stellen, waarvan de tanks ook niet verbeterd werden. De trage Centurion was eigenlijk helemaal niet geschikt voor de dynamische tactiek die nu van hem verwacht werd. Als noodmaatregel werd eind jaren zestig een "retrofit"-operatie uitgevoerd waarbij de benzinemotoren door efficiëntere dieselmotoren werden vervangen en automatische versnellingsbakken werden ingebouwd. De strategische mobiliteit nam daardoor wat toe maar het bleef behelpen. In september 1965 voorzag men al dat er dringend behoefte zou zijn aan een nieuwe tank en men nam een optie van 400 exemplaren op de MBT-70. Dat was een ongelukkige keuze want dit project was nog lang niet uit de ontwikkelingsfase. In 1967 ging men daarom zoeken naar een "short term tank" en in 1968 bestelde men 415 stuks van de Duitse Leopard 1; de spanningen na de Praagse Lente zorgden voor fondsen voor een extra 53 voertuigen, samen genoeg voor zeven bataljons.
De in het terrein tweemaal snellere Leopard was een openbaring voor de tankeenheden; het nieuwe voertuig was ook veel betrouwbaarder en eenvoudiger te onderhouden. In navolging van de Britten die hun Centurions al met The Old Lady waren gaan aanduiden, sprak men nu ook in Nederland wat meewarig van de Oude Dame. Algemeen verwachtte men dat weldra de 5e Divisie ook wegbezuinigd zou worden; een extra 53 Leopards voor een achtste bataljon zou dan de algehele uitfasering van de Centurion mogelijk maken. Het afscheid van de Centurion zou echter nog vele jaren uitgesteld moeten worden en ironisch genoeg kwam dat juist door een aantal nieuwe bezuinigingsrondes.
Het conflict hierover liep zo hoog op dat men de gemoederen wat wilde bedaren door een oplossing te zoeken die de legertop tevreden zou stellen en toch betaalbaar was. Aan de ene kant zou er op de materieel- en personeelskosten bezuinigd worden, maar men zou aan de andere kant de 5e Divisie in een derde gemechaniseerde divisie veranderen, zodat het Nederlandse legerkorpsvak — tot jaloezie van de bondgenoten — het enige in Duitsland zou zijn met een eigen volwaardige reservedivisie. Ten dele kon dat doordat de 2e en 4e Divisie ieder nog twee ouderwetse infanteriebrigades hadden met drie infanteriebataljons waarvan er dus in totaal vier naar de 5e Divisie overgeheveld konden worden. En verder zou men vijf Centurionbataljons in stand houden zodat het aantal tankbataljons op twaalf gebracht kon worden. Men wilde hiertoe nog eens 94 voertuigen extra met het 105 mm kanon uitrusten tot een totaal van 369; het zouden er door onverwachte omstandigheden slechts 343 worden.

## Galerij

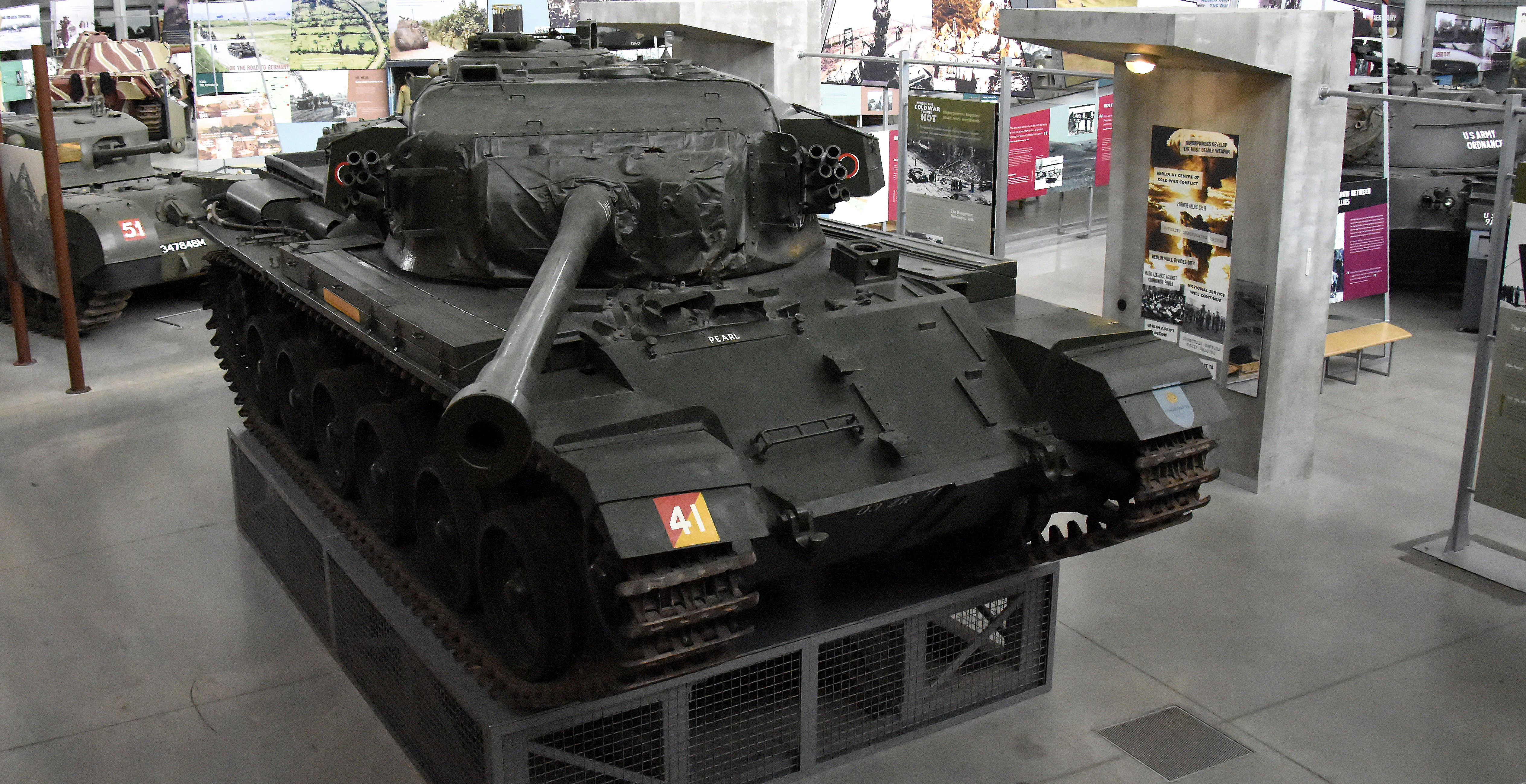
Centurion in The Tank Museum
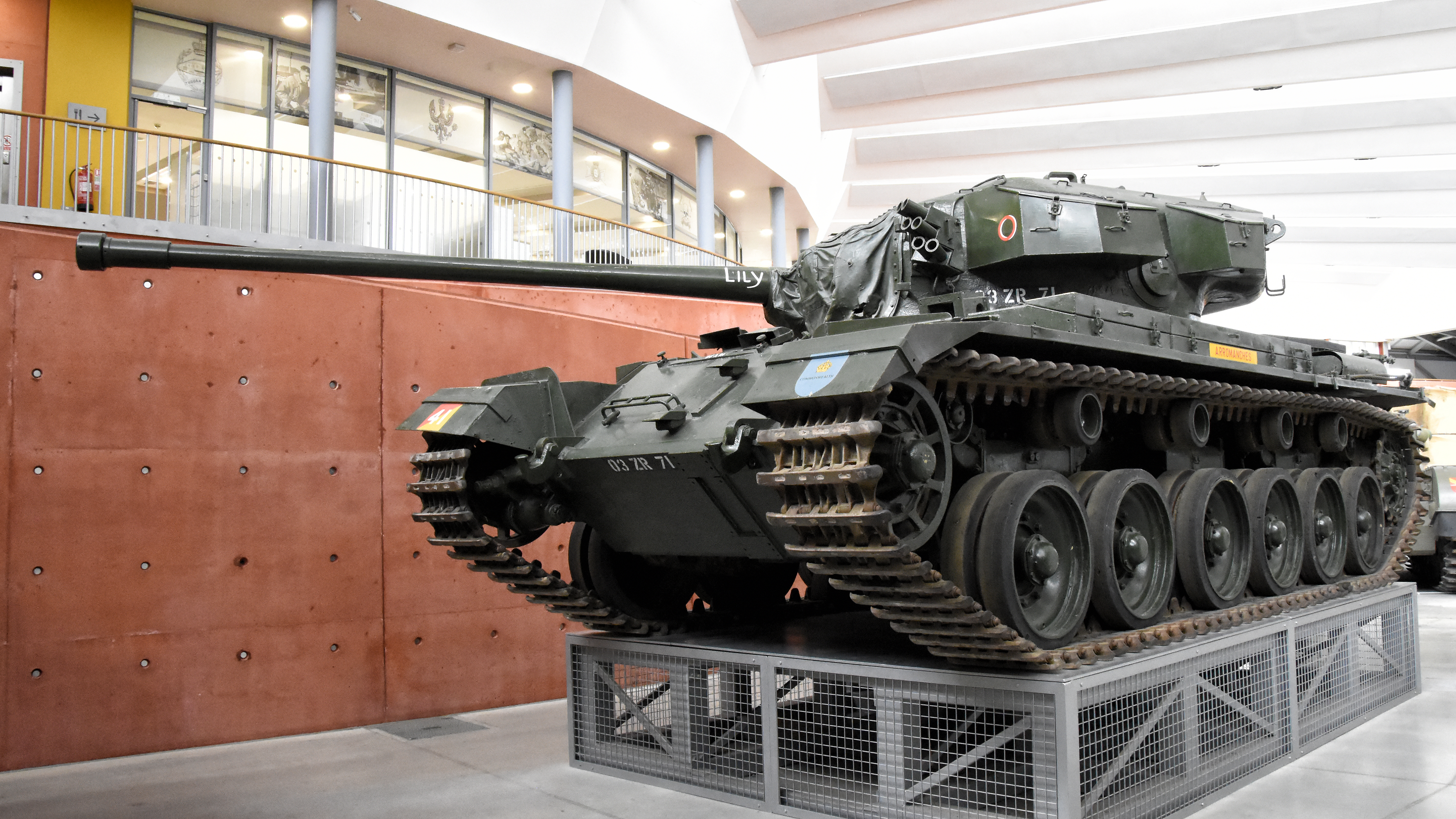
Dezelfde Centurion
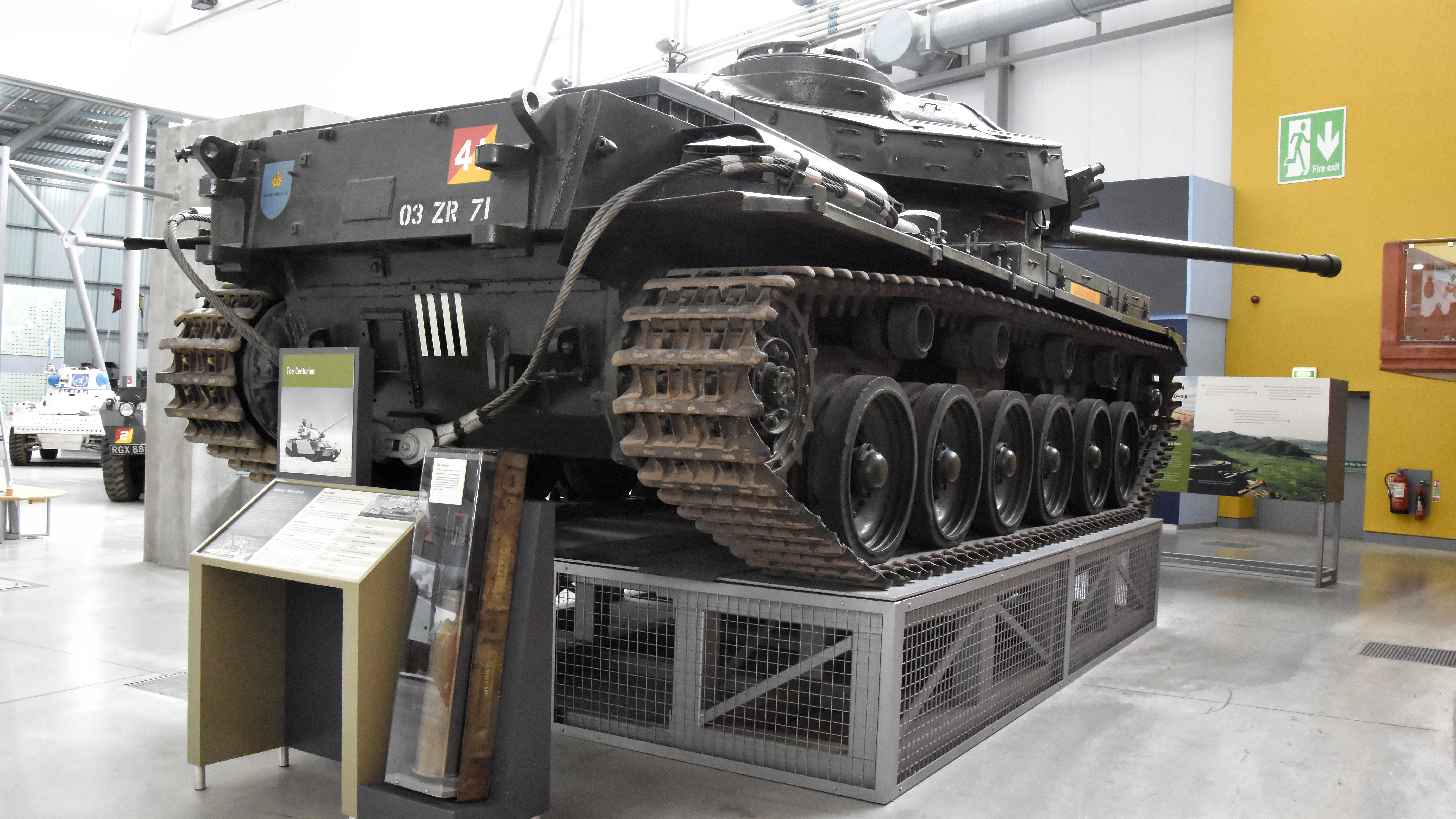
Achterzijde

## Varianten

### Britse varianten
- FV4007 Centurion Mk 1, 2, 3, 4, 7, 8/1, 8/2
- FV4011 Centurion Mk 5
- FV4012 Centurion Mk 7/1, 7/2
- FV4015 Centurion Mk 9
- FV4017 Centurion Mk 10
- Conway - project met een groter kaliber wapen.

### Britse afgeleide varianten

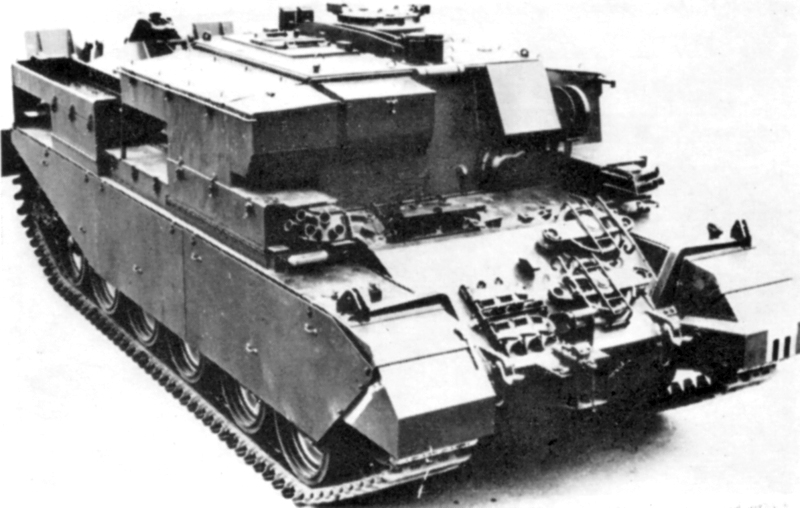
Centurion ARV Mark 2

- FV4003 Centurion Mk 5 AVRE 165 (1963)
- Centurion Mk 12 AVRE 105
- FV4019 Centurion Mk 5 Bulldozer (1961)
- FV4016 Centurion ARK (1963)
- FV4002 Centurion Mk 5 Bridgelayer (1963)
- FV4013 Centurion ARV Mk 1 (1952)
- FV4006 Centurion ARV Mk 2 (1956)
- FV4018 Centurion BARV (1963)

### niet-Britse varianten
- Olifant - Centuriontanks gemoderniseerd door Zuid-Afrika.
  - Olifant Mk 1A (1985) - 750 pk dieselmotor, semiautomatische transmissie.
  - Olifant Mk 1B (1991)
  - Olifant Mk 2
  - Project Skokiaan (1968 en 1973), 3 prototypes gebouwd. Modificaties (1e modificatie 372 kW V12 Detroit diesel, model V71, 2e modificatie Continental motor met brandstof injectie en een Allison semi-automatische transmissie) uitgevoerd door 61st Base Workshop, Pretoria in samenwerking met Armscor. Evaluatie en testen uitgevoerd in Walvis baai, Namibië en in Bloemfontein, Zuid-Afrika. Totaal 11 tanks gemodificeerd waarvan 9 ingezet zijn bij de Angolese grens in 1976. Het eerste prototype met registratienummer R90587 staat in het school of armour museum op Bloemfontein, Zuid-Afrika
- Shot - een Israëlisch ontwerp van de Centurion.
  - Shot Meteor - Centuriontanks met de originele Meteor motor.
  - Shot Kal Allef/Beet/Giemel/Dallet - gemoderniseerde Centuriontanks met een nieuwe krachtbron (de Continental AVDS-1790-2A)dieselmotor en de Allison CD850-6 transmissie.
- Tempest - in gebruik in Singapore, (her)ontwerper onbekend.
- Nagmashot\Nagmachon\Nakpadon - Israëlisch zwaar infanteriegevechtsvoertuig op het chassis van de Centuriontank.
- Puma - Israëlisch gevechtsvoertuig op het chassis van een Centuriontank.
- Stridsvagn 104 - Zweedse versie met zowel een enkele dieselmotor als een automatische versnellingsbak en andere modificaties.

## Gebruikers
- Australië tot 1977
- Canada
- Denemarken
- Egypte
- India
- Irak
- Israël
- Jordanië
- Koeweit
- Libanon
- Libië
- Nederland
- Nieuw-Zeeland tot 1968
- Singapore
- Somalië
- Verenigd Koninkrijk tot 1974
- Zuid-Afrika
- Zweden
- Zwitserland (vervangen door Leopard 2)

## Operationeel gebruik
- Koreaanse Oorlog – Verenigd Koninkrijk
- Suezcrisis- Verenigd Koninkrijk
- Zesdaagse Oorlog - Israël
- Tweede Kasjmiroorlog - India
- Indo-Pakistaanse Oorlog van 1971 (Bevrijding van Bangladesh) - India
- Jom Kipoeroorlog - Israël
- Vietnamoorlog - Australië
- Angola Bush War – Zuid-Afrika
- Golf-oorlog - alleen Centurion AVRE's

## Specificaties
- Soort voertuig: Medium tank
- Taak: Algemeen
- Nationaliteit: Verenigd Koninkrijk
- Ook gebruik(t) in: Nederland, Denemarken, Zweden, Zwitserland.
- Jaar van invoering: 1948
- Bewapening: 105mm-kanon met gasafzuiger, 7,62mm-coax en 12,7mm-inschietmitrailleur.
- Gewicht: 51,8 ton
- Afmetingen l x b x h : 9,83 x 3,38 x 2,90 m
- Bodemvrijheid: 0,50 m
- Loopwerk: VCL 6x6 AA
- Rupsbandbreedte: 0,61 m
- Motor: benzine 467 kW (635 pk)
- Bemanning :4
- Snelheid weg: 35 km/h
- Bereik: circa 100 km
- Overschrijding : 3,35 m
- Klimvermogen: 35°
- Opstap: 0,90 m
- Waadvermogen: 1,40 m
- NBC bescherming: Nee
- Bijzonderheden: Oude versies met 20-ponder komen nog voor.